# Alexander torte
La Alexander torte o Aleksander torte (in lettone: Aleksandra kūka, Aleksandra torte) è un dessert tradizionale lettone. Essa commemora una visita che Alessandro III di Russia fece nella città di Riga.

## Caratteristiche
La Alexander torte è un dolce composto da due impasti che racchiudono una farcitura di confettura ai lamponi e rivestito di glassa. Il dolce viene preparato all'incirca ventiquattro ore prima di essere servito affinché la glassa si indurisca a sufficienza con il passare del tempo. La Alexander torte non va confusa con l'omonima ricetta tedesca, che è a base di mandorle e mirtilli.